# Sapromyza hierrensis
Sapromyza hierrensis är en tvåvingeart som beskrevs av Baez 2000. Sapromyza hierrensis ingår i släktet Sapromyza och familjen lövflugor. Inga underarter finns listade i Catalogue of Life.